# Kościół Wniebowzięcia Najświętszej Maryi Panny w Szymanowie
Kościół parafialny pod wezwaniem Wniebowzięcia Najświętszej Maryi Panny w Szymanowie – rzymskokatolicki kościół parafialny w stylu neobarokowym w Szymanowie pochodzi z XVII wieku. Do rozmiarów dzisiejszych został rozbudowany w latach 1893–1907.
Kościół jest zbudowany z cegły i otynkowany, wzniesiony na nieznacznej podmurówce. Na planie krzyża łacińskiego wpisanego w prostokąt. Jest bazylikowy z transeptem i dwoma analogicznymi wieżami w linii fasady od zachodu. Wnętrze kościoła wykonano w stylu barokowym. Wszystkie sprzęty: ołtarze, konfesjonały oraz ławki zachowują ten styl.

## Powstanie

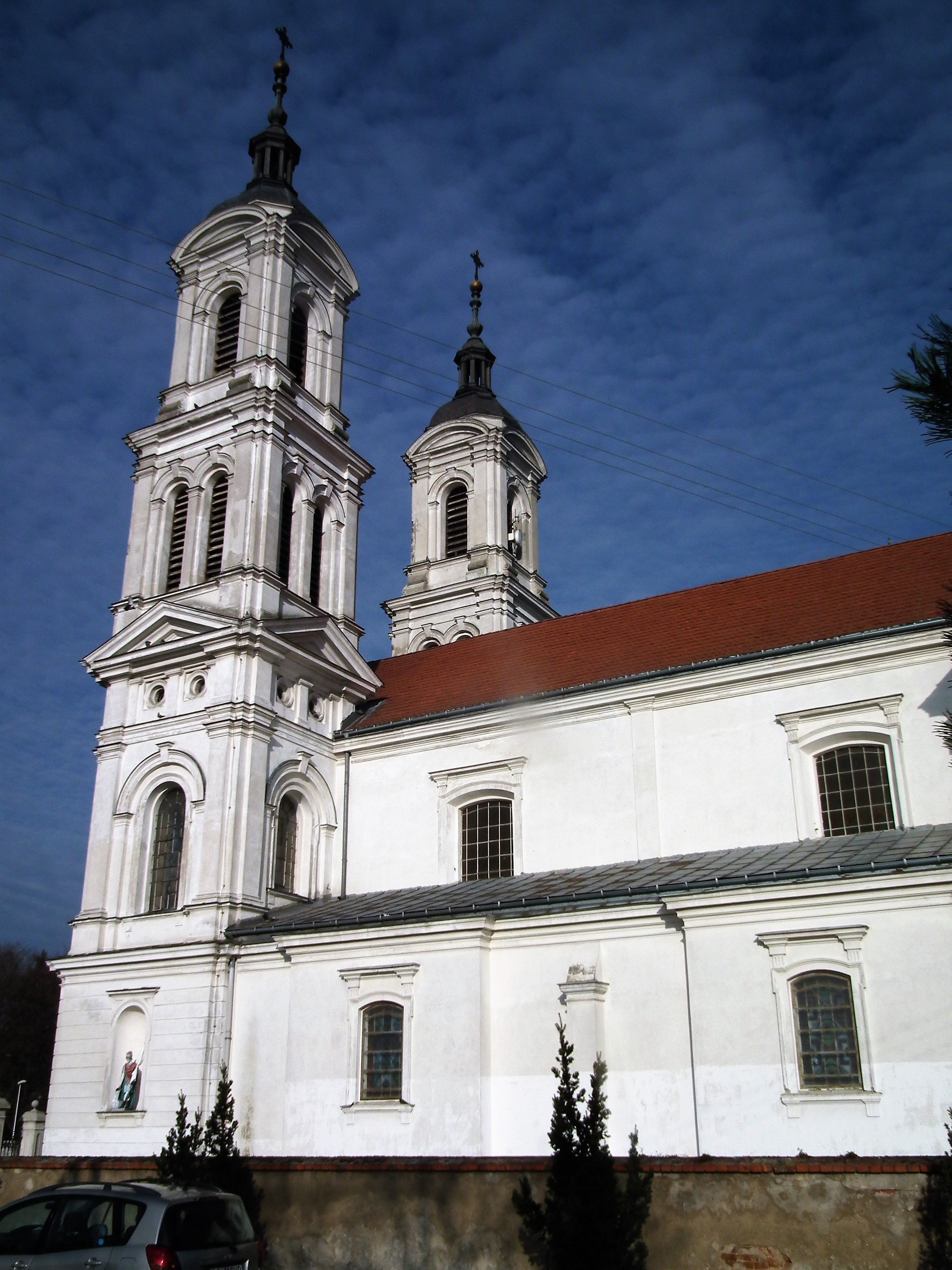
Widok od południa

Historia powstania kościoła łączy się bezpośrednio z historią parafii pod wezwaniem Wniebowzięcia Najświętszej Maryi Panny w Szymanowie. Konsekracja świątyni i erygowanie parafii miały miejsce dnia 12 czerwca 1667 roku.
Nie jest znany ani autor pierwszego projektu, ani budowniczy świątyni. Istnieje jednak kilka hipotez mówiących o powstaniu budynku kościelnego w Szymanowie.
Najbardziej prawdopodobna jest hipoteza, która mówi, że budowniczym kościoła był Mikołaj Wiktoryn Grudziński (1636–1704) – starosta guzowski, golubski i grzybowski.
Należy jednak przyjąć, że 1667 rok nie musi oznaczać, iż w tym roku budowla powstała. Pamiętając bowiem, że kościoły w dawnych czasach budowano latami należy przyjąć rok ten, jeśli nie wcześniejszy za rok zakończenia budowy.

## Rozbudowa
W latach 1893–1907 dokonano przebudowy i rozbudowy kościoła według projektu archidiecezjalnego architekta Konstantego Wojciechowskiego (1841–1910). Kościół wydłużono o 20 łokci, rozbudowano nawy boczne, oraz dobudowano od frontu dwie wieże. W dniu 17 września 1903 roku miało miejsce poświęcenie kościoła i ołtarza przez arcybiskupa metropolitę warszawskiego Wincentego Teofila Chościak-Popiela. Wszelkie prace budowlano-remontowe definitywnie zakończyło poświęcenie stacji drogi krzyżowej w 1907 roku.
W czasie rozbudowy zmianie uległ wystrój świątyni. Znikły wcześniejsze naścienne malowidła, a zastąpił je kolor biały ścian. Zresztą większość powierzchni ścian pokrytych malowidłami została w czasie rozbudowy wyburzona. Do znacznych zmian należy wymienić także zmianę ilości ołtarzy z trzech na pięć. Zmianie uległ wygląd ołtarza głównego, w którym zamieniono obraz Wniebowzięcia NMP na rzeźbioną scenę Jezusa Chrystusa Ukrzyżowanego oraz otaczające go trzy postacie, a także rzeźbione w drewnie podobizny świętych apostołów Piotra i Pawła. W prezbiterium kościoła umieszczono witraże (Wniebowzięcie NMP i św. Konstantyna) z herbami książąt Lubomirskich, upamiętniające ich udział finansowy w przebudowie kościoła.

## Zabytek
Pismem z dnia 2 września 1957 roku budynek kościelny został uznany za zabytek. W dniu 6 lutego 1985 roku władze wojewódzkie wpisały kościół do rejestru zabytków województwa skierniewickiego.